# Catherine Gabriel
Catherine Gabriel (Yaoundé, 1994. szeptember 4. –) kameruni származású francia válogatott kézilabdázó, a francia élvonalban szereplő Metz Handball kapusa.

## Pályafutása

### Klubcsapatokban
Catherine Gabriel a Sochaux-Montbéliard utánpótlás akadémiáján ismerkedett meg a kézilabdázás alapjaival. Onnan szerződött a Besançon csapatához, amely együttessel 2015-ben bajnok lett a francia másodosztályban. A 2018–2019-es szezont megelőzően szerződött a Nantes csapatához. 2018 októberében súlyosan szabálytalankodott egy bajnoki mérkőzésen a Paris 92 játékosa, Veronika Malá ellen, amiért pályafutása során először kiállították, majd utólag eltiltást kapott. 2020 nyarától a Paris 92 játékosa lett. 2022-ben igazolt a magyar élvonalba, a Debrecen csapatának tagja lett. 2025 nyarától a Metz Handball kapusa.

### A válogatottban
2014 nyarán részt vett a Horvátországban rendezett junior világbajnokságon, ahol a francia korosztályos válogatott az ötödik helyen végzett. 2014 októberében, Amandine Leynaud és Cléopâtre Darleux mellett ő is meghívást kapott a francia felnőtt válogatott keretébe a Golden League elnevezésű sorozat mérkőzéseire. Darleux sérülése után ő volt Leynaud mellett a francia válogatott tartalékkapusa a 2019-es világbajnokságon.
A 2021-es világbajnokságra harmadik számú kapusként elutazott, de pályára nem lépett.

## Sikerei, díjai
Besançon
- Francia másodosztály, bajnok: 2015